# Craugastor alfredi
Craugastor alfredi is een kikker uit de familie Craugastoridae. De soort werd voor het eerst wetenschappelijk beschreven door George Albert Boulenger in 1898. Oorspronkelijk werd de wetenschappelijke naam Hylodes alfredi gebruikt. De soort behoorde lange tijd tot het geslacht Eleutherodactylus. De soortaanduiding alfredi is een eerbetoon aan de bioloog Alfredo Dugès (1826 - 1910).
Craugastor alfredi komt voor in Guatemala en Mexico. De kikker wordt bedreigd door het verlies van habitat.